# Millennium Force
Millennium Force è una montagna russa del parco divertimenti statunitense Cedar Point, situato nei pressi di Sandusky, in Ohio. Realizzata dall'azienda svizzera Intamin, l'attrazione fu aperta il 13 maggio 2000 come quattordicesima montagna russa del parco dal debutto di Blue Streak nel 1964. Alla sua inaugurazione Millennium Force batté sei record mondiali nell'ambito delle montagne russe e fu la prima gigacoaster al mondo, termine coniato da Intamin e Cedar Point per rappresentare ottovolanti che superano i 91 metri di altezza. Fu per qualche mese la montagna russa più alta e più veloce al mondo fino a quando Steel Dragon 2000 a Nagashima Spa Land aprì più tardi lo stesso anno. L'attrazione è tuttora la terza montagna russa più lunga nell'America del Nord. 
Millennium Force è caratterizzato da una rampa di altezza 94 metri con un drop (discesa in picchiata) lungo 91, due tunnel, tre overbanked turn e quattro collinette. I treni dell'attrazione raggiungono una velocità massima di 150 chilometri orari dopo la prima discesa. Dal suo debutto, Millennium Force è stata votata "miglior montagna russa in acciaio" un totale di dieci volte nei Golden Ticket Awards annuali di Amusement Today. Sebbene l'attrazione sia stata superata sia in altezza che velocità massima, rimane tutt'oggi una delle montagne russe più alte e veloci del mondo.

## Storia
Le fasi di pianificazione, progettazione e sviluppo di Millennium Force durarono in tutto cinque anni, dal 1996 al 2000. Le prime speculazioni secondo cui una nuova montagna russa da record sarebbe stata costruita a Cedar Point iniziarono a circolare all'inizio del 1998: alcune ipotesi includevano un ottovolante a 10 inversioni di Bolliger & Mabillard, un MegaLooper di Arrow Dynamics, o una montagna russa di D.H. Morgan Manufacturing. Il 2 luglio 1999 la Cedar Fair Entertainment Company depositò un marchio per il nome di "Millennium Force", il che sollevò ulteriori ipotesi su come sarebbe stata l'attrazione. Circa una settimana dopo, i primi pezzi del binario furono avvistati al parco, e fu confermato che la montagna russa sarebbe stata prodotta da Intamin. I gestori di Cedar Point confermarono anche che non avrebbe avuto inversioni.

### Annuncio
Millennium Force fu annunciato il 22 luglio 1999 come «la montagna russa più alta del mondo», rubando il titolo a Fujiyama di Fuji-Q Highland, in Giappone. Don Miears, direttore generale di Cedar Point, dichiarò: «Millennium Force introduce al mondo un del tutto nuovo livello di montagne russe». Costruita nell'area Frontier Trail del parco, l'attrazione richiese lo spostamento di Giant Wheel, una ruota panoramica, e in totale la progettazione e costruzione dell'attrazione costò 25 milioni di dollari (equivalenti a 27,7 milioni di euro al tempo). Cedar Point, Intamin e Werner Stengel progettarono in collaborazione il tracciato e layout dell'ottovolante. In seguito all'annuncio dell'attrazione nacquero discussioni riguardo a quale tra Millennium Force di Cedar Point o Superman: The Escape di Six Flags Magic Mountain fosse la montagna russa più alta e più veloce al mondo. Superman: The Escape è alta 126 metri e la sua velocità di punta è di 160 chilometri orari; tuttavia, esso è un shuttle coaster, non una montagna russa a circuito completo.

### Costruzione e apertura

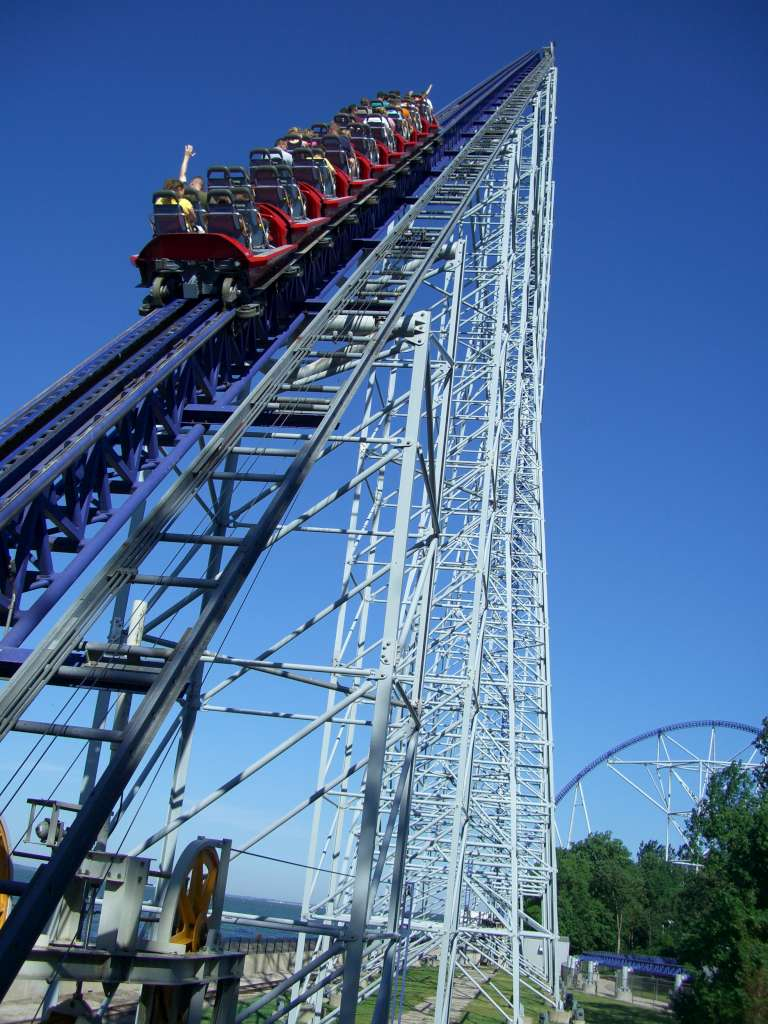
Un treno che sale la rampa iniziale, alta 94 metri

I lavori di costruzione iniziarono ad agosto 1999 quando il sito fu sgomberato e preparato. La rimozione e il trasferimento di Giant Wheel iniziarono il giorno di chiusura del parco a ottobre; il primo dei 226 supporti dell'attrazione fu installato l'11 ottobre, partendo dalla zona di frenata, e 226 fondazioni profonde, ciascuna circa 1 metro e mezzo in profondità, furono scavate. La costruzione in cemento fu realizzata da Mosser Construction. La rampa iniziale fu completata all'inizio di gennaio 2000.
La costruzione dell'ottovolante durò sette mesi e vi parteciparono 120 tra operai edili e project manager. I test sui treni, con manichini d'acqua per simulare il peso medio di una persona, durarono due mesi. Il primo evento pubblico fu tenuto l'11 maggio 2000 e la montagna russa fu aperta al pubblico due giorni dopo, il 13 maggio. È stato il primo gigacoaster nonché per poco montagna russa a circuito completo più alta e veloce al mondo.

## Descrizione
Millennium Force copre un'area di 53 000 metri quadri e corre parallelo alla costa del lago Erie per il tratto iniziale, addentrandosi poi nell'entroterra. Oltre alla rampa altri elementi sono due tunnel, tre overbanked turn e quattro colline. Ad agosto 2000 il parco ingaggiò John Hancock and Associates e Stalker Radar di Indianapolis per misurare con precisione l'altezza dell'attrazione e la velocità massima raggiunta dai treni su di essa. L'altezza fu misurata a 94,77 metri e la velocità a 149,7 chilometri orari. Una corsa dura circa due minuti e 20 secondi.
Data la sua altezza e velocità l'attrazione è chiusa in caso di condizioni meteorologiche particolarmente sfavorevoli, ma in caso di pioggia leggera può anche rimanere aperta.

### Coda e stazione
L'ingresso alla coda è situato dietro la stazione Celebration Plaza della ferrovia turistica Cedar Point & Lake Erie e la coda si sviluppa tra l'ultima overbanked turn dell'attrazione e la stazione. Quest'ultima dispone di due piattaforme, una per salire sulla vettura e una per scendere da essa. Due treni vengono caricati e scaricati mentre il terzo compie la corsa. È presente una corsia separata all'interno stazione, in cui i passeggeri possono aspettare per sedersi in prima fila. La canzone tematica dell'attrazione viene riprodotta nella stazione mentre i passeggeri salgono a bordo.

### Tracciato

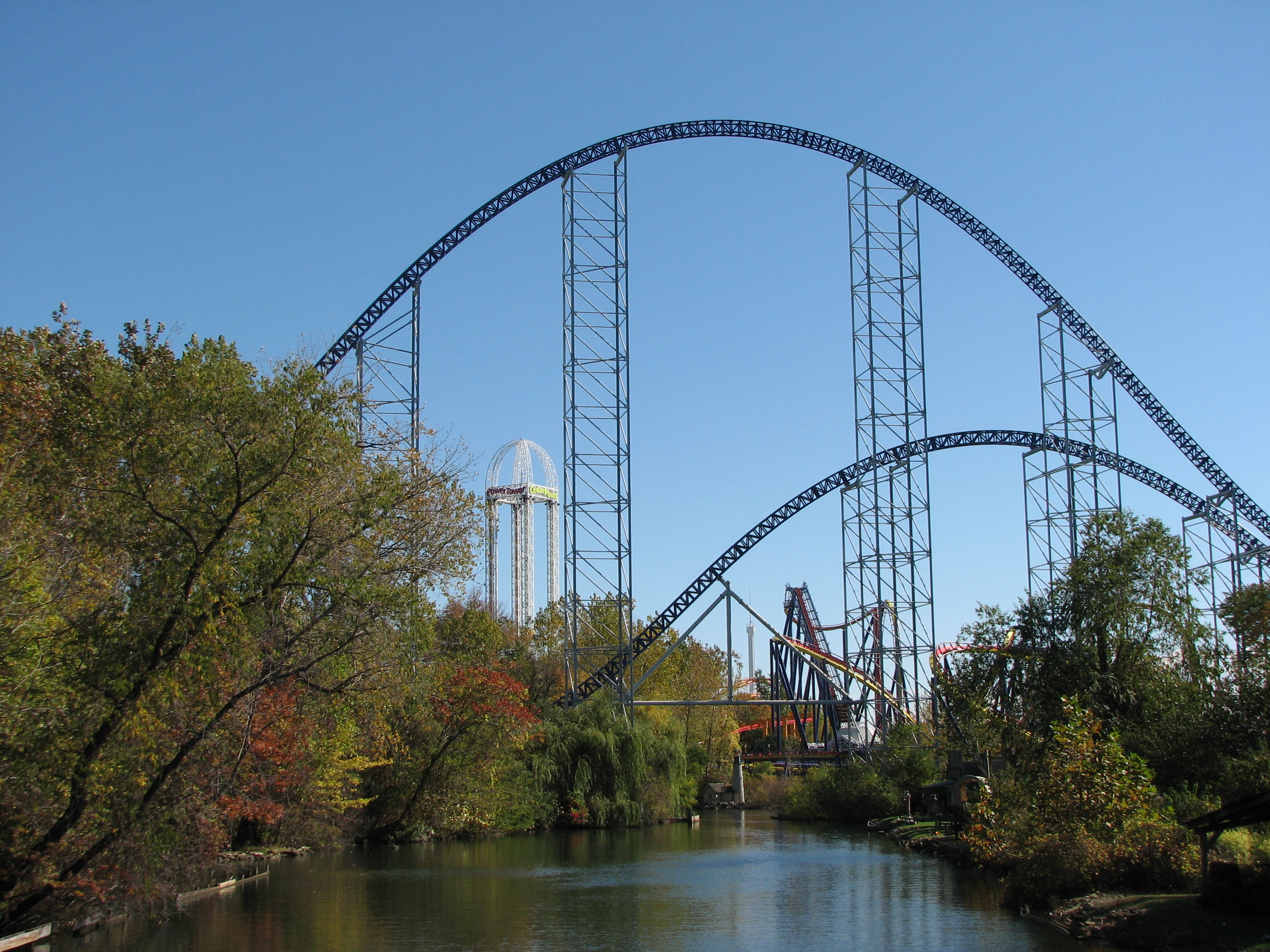
Le due colline che attraversano la laguna

Mentre i passeggeri salgono a bordo al treno il catch car del sistema di risalita a cavo della rampa scende dalla cima di quest'ultima e si aggancia sotto al vagone centrale. Una volta che il treno è pronto, il cavo tira il treno su per la salita a 45° a 24 km/h, portandolo a 94 m d'altezza. Il treno poi discende dalla collina di 91 m con un angolo di inclinazione massimo di 80° e raggiunge una velocità di punta pari a quasi 150 km/h. Risale quindi una collina di 52 m ed effettua una overbanked turn a 122°, per poi riscendere e passare attraverso un tunnel. Quindi continua su una collina parabolica di 55 m, che fornisce un'accelerazione di gravità pari a zero in cima, dando una sensazione di assenza totale di peso ai passeggeri. Dunque prosegue in un'elica a 360 gradi alta 32 m seguita da un'altra overbanked turn verso sinistra. Successivamente completa una piccola svolta a destra prima di procedere su un'altra collina. Il treno viaggia quindi a sinistra attraverso un secondo tunnel dove viene scattata la foto on-ride ai passeggeri, seguita da una svolta a sinistra e una piccola collina, passando accanto alla coda. Infine, il treno passa attraverso la terza overbanked turn, alta 21 m, sopra la coda, e viene rallentato e fermato da freni magnetici nella brake run finale. I passeggeri scendono dalla vettura nella piattaforma di scarico della stazione e il treno procede in seguito nella parte della stazione dove i nuovi passeggeri s'imbarcano.

### Treni e binario
Millennium Force opera con tre treni in acciaio inossidabile colorati di rosso, blu e giallo. Ogni treno ha nove vagoni che possono ospitare quattro passeggeri, disposti in due file, per vagone, consentendo una capacità massima di 36 persone per treno e 1 300 passeggeri all'ora. Le protezioni dei sedili consistono in una sbarra protettiva a forma di "T" e una cintura di sicurezza che poggia sul grembo. Ogni treno pesa 19 tonnellate.
Il circuito, composto da un binario tubolare in acciaio, è lungo 2010 m. Il binario è blu e i supporti sono di color argento. Il circuito è composto da 229 pezzi, ciascuno del peso compreso tra 5 000 e 7700 kg.

### Azienda costruttrice
Millennium Force è un esemplare di gigacoaster progettato dallo studio d'ingegneria tedesco Büro Stengel e costruito dall'azienda svizzera Intamin. Fu il primo di una serie di montagne russe, tra cui Top Thrill Dragster, la montagna russa più alta e più veloce del mondo dal 2003 al 2005, che Intamin ha costruito a Cedar Point. Inoltre, al 2020, è uno dei soli due gigacoaster realizzati dalla ditta; l'altro è Intimidator 305 a Kings Dominion.

### Illuminazione notturna

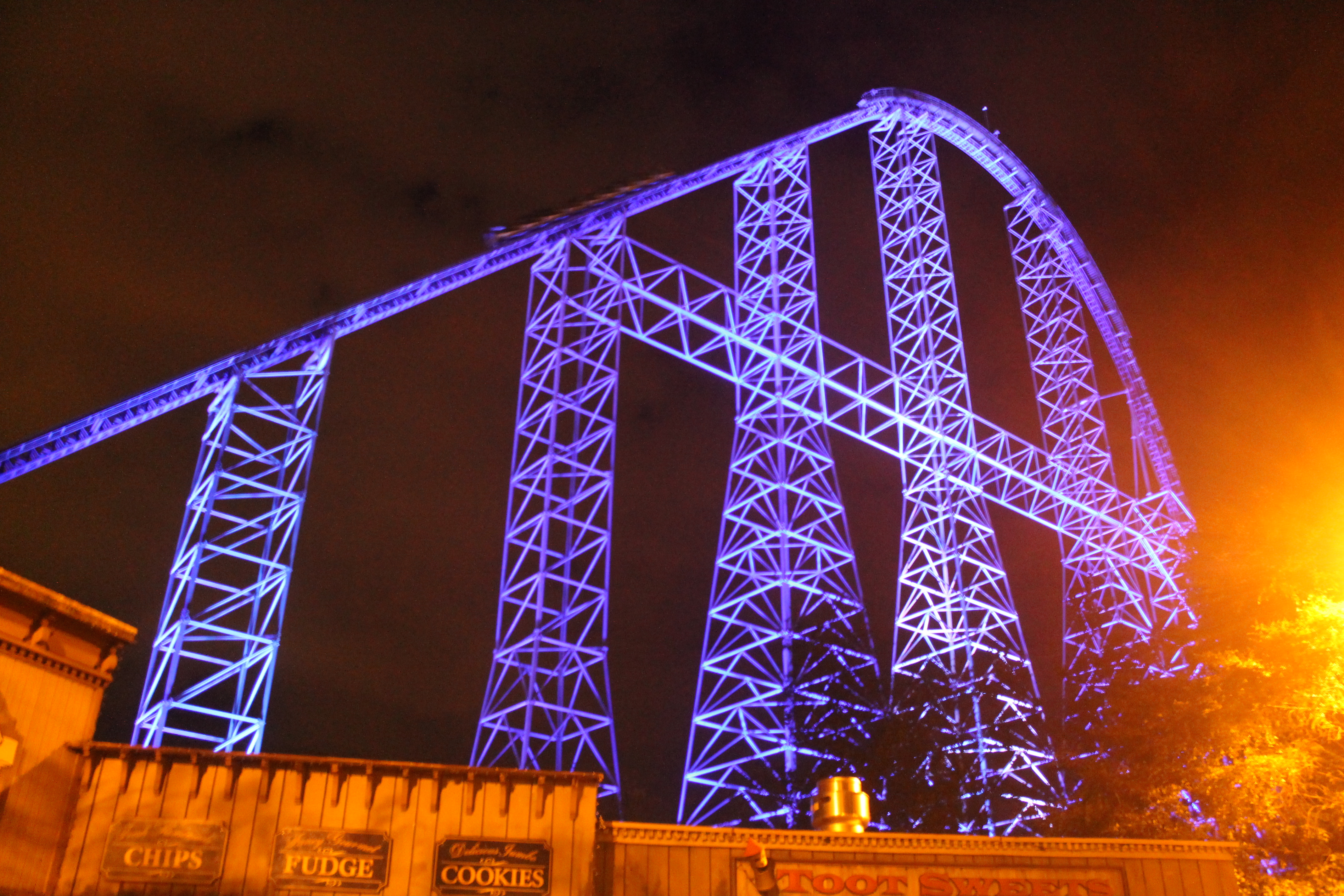
La montagna russa di notte

Poco dopo l'inaugurazione Cedar Point scelse High End Systems, con sede ad Austin, in Texas, per installare un impianto di illuminazione a LED notturno sull'attrazione. Rob Decker, il direttore aziendale della pianificazione e design, dichiarò che si sarebbero dovuti installare parecchi riflettori direttamente sui supporti del circuito. Tuttavia l'azienda fu in grado di installare trenta proiettori EC-1 alla base della rampa che fornivano illuminazione a tutta la struttura. Delle sei torri di supporto principali, tre avevano sei EC-1 e tre ne avevano quattro. Le tre torri più alte avevano un'altra unità a metà.
Negli anni successivi le luci non furono soggette a manutenzione frequentemente e infatti cominciarono a diventare sempre più fioche. Nel 2012 il parco presentò un nuovo spettacolo notturno, Luminosity — Ignite the Night!, per rienergizzare il parco alla fine di ogni giornata. Nuove luci a LED di Chauvet Professional, con sede a Sunrise, in Florida, furono installate.

## Record
Alla sua apertura Millennium Force batté sei record mondiali nell'ambito delle montage russe e implementò un nuovo sistema di frenata magnetica invece dei freni a frizione trovati sulla maggior parte delle montagne russe. Questo nuovo sistema permise l'installazione di una brake run più breve, che rallenta il treno da 105 chilometri orari a zero in soli sei secondi.
Millennium Force detenne il record mondiale per montagna russa a circuito completo più alta e veloce fino all'agosto 2000, quando Steel Dragon 2000 fu inaugurato a Nagashima Spa Land, in Giappone. Rimase l'ottovolante più alto e veloce di Cedar Point fino al 2003, quando fu aperto Top Thrill Dragster, che alla sua inaugurazione prese il titolo di montagna russa più alta e più veloce al mondo.

### Record relativi alla montagna russa
Millennium Force s'impadronì dei seguenti titoli una volta aperto:
- prima montagna russa di 91 metri in altezza (primo gigacoaster) al mondo;
- montagna russa più alta al mondo (94 metri);
- montagna russa con discesa più lunga al mondo (91 metri);
- montagna russa più veloce al mondo (150 chilometri orari);
- banked turn (curva inclinata) più inclinata ma ancora definita una "non-inversione" su una montagna russa al mondo (122 gradi).

### Record relativi al parco
All'inaugurazione di Millennium Force Cedar Point ottenne i seguenti titoli (dati del maggio 2000 a sinistra, dati del maggio 2013 a destra):
- numero più alto di attrazioni in un parco divertimenti (68/73);

- numero più alto di montagne russe in un parco divertimenti (14/16);

- numero più alto di montagne russe in acciaio in un parco divertimenti (12/14);

- lunghezza combinata di tutte le montagne russe in un parco di divertimenti (13415 m/16568 m).

## Accoglienza
Millennium Force ha una delle code più lunghe del parco, con tempi di attesa di oltre quattro ore al giorno dell'inaugurazione. L'attrazione subito dopo la sua apertura ricevette reazioni positive da parte dei visitatori, molti dei quali affermarono che l'esperienza era stata fluida e molto confortevole. Altri la definirono molto spaventosa. Dopo i suoi primi sei anni di attività Millennium Force era stato provato da oltre dieci milioni di passeggeri, mentre ad agosto 2012 aveva già completato oltre 21 milioni di corse. Delle oltre 500 montagne russe che Werner Stengel ha progettato egli stesso ha affermato che Millennium Force è una delle sue preferite. Robb Alvey, noto appassionato di montagne russe, l'ha definita una «pietra miliare nella storia delle montagne russe».

### Classifiche
Millennium Force si è costantemente classificato ai posti più alti in vari sondaggi e ha vinto numerosi premi. Millennium Force e Superman The Ride (ex Bizarro) a Six Flags New England hanno occupato i primi due posti nei Golden Ticket Awards annuali di Amusement Today dal 2001 al 2015, spesso scambiando posizioni. Fury 325 occupa il primo posto dal 2016. Nelle Insane Coaster Wars di Travel Channel Millennium Force è stato votato come "il preferito dai fan" nelle categorie Extreme Heights e The Top 10. Nel 2013 Time classificò Millennium Force come la migliore montagna russa negli Stati Uniti.
| Anno      | 2000   | 2001   | 2002   | 2003   | 2004   | 2005   | 2006   | 2007   | 2008   | 2009   | 2010   | 2011   | 2012   | 2013   | 2014   | 2015   | 2016   | 2017   | 2018   | 2019 |
| --------- | ------ | ------ | ------ | ------ | ------ | ------ | ------ | ------ | ------ | ------ | ------ | ------ | ------ | ------ | ------ | ------ | ------ | ------ | ------ | ---- |
| Posizione | 2      | 1      | 1      | 2      | 1      | 1      | 2      | 2      | 2      | 2      | 1      | 1      | 1      | 1      | 1      | 1      | 2      | 2      | 2      | 2    |
| Fonti     | [ 38 ] | [ 38 ] | [ 38 ] | [ 38 ] | [ 38 ] | [ 38 ] | [ 38 ] | [ 38 ] | [ 38 ] | [ 38 ] | [ 38 ] | [ 38 ] | [ 38 ] | [ 38 ] | [ 38 ] | [ 38 ] | [ 38 ] | [ 38 ] | [ 38 ] |      |

## Influenza
La realizzazione di Millennium Force ha avuto un notevole impatto sul modo in cui le montagne russe sono costruite. In particolare, a seguito della sua apertura, l'utilizzo di sistemi di risalita mediante cavo, che richiedono meno manutenzione e che supportano più peso rispetto a sistemi di risalita a catena tradizionali, diventò più comune nell'industria. Inoltre l'attrazione aprì la strada verso la costruzione di ulteriori montagne russe sempre più alte: infatti, solamente tre anni dopo, fu aperto nello stesso parco Top Thrill Dragster, anch'esso realizzato da Intamin, come primo ottovolante a circuito completo più alto di 120 metri (stratacoaster).